# داستان شگفت‌انگیز هنری شوگر (فیلم)
داستان شگفت‌انگیز هنری شوگر (انگلیسی: The Wonderful Story of Henry Sugar) فیلم کوتاه آمریکایی محصول ۲۰۲۳ به نویسندگی و کارگردانی وس اندرسن است. این فیلم بر اساس داستان کوتاهی از مجموعه داستان‌های کوتاه داستان شگفت‌انگیز هنری شوگر و شش داستان دیگر اثر رولد دال ساخته شده‌است. پس از آقای فاکس شگفت‌انگیز (۲۰۰۹) این دومین اقتباس سینمایی از کار دال است که به‌دست اندرسن کارگردانی شده‌است. بندیکت کامبربچ در نقش شخصیت اصلی در کنار ریف فاینز، دو پتل، بن کینگزلی، روپرت فرند و ریچارد آیوادی ایفای نقش می‌کند.
داستان شگفت‌انگیز هنری شوگر در ۱ سپتامبر ۲۰۲۳ در هشتادمین جشنواره فیلم ونیز به نمایش درآمد. این فیلم در ۲۰ سپتامبر ۲۰۲۳ اکران سینمایی محدودی داشت و در ۲۷ همان ماه از نتفلیکس منتشر شد. سه فیلم کوتاه دیگر اندرسون بر اساس داستان‌های دال در روزهای بعدی از طریق نتفلیکس به نمایش درآمدند.
این فیلم در نود و ششمین دوره جوایز اسکار برنده جایزه اسکار بهترین فیلم کوتاه شد. در ۱۵ مارس ۲۰۲۴، این فیلم در یک گلچین سینمایی کامل همراه با سه فیلم کوتاه دیگر با عنوان داستان شگفت‌انگیز هنری شوگر و سه داستان دیگر منتشر شد
.

## زمینهٔ داستانی
مرد ثروتمندی از پیشوای مذهبی که می‌تواند بدون استفاده از چشمانش ببیند با خبر می‌شود و سپس تصمیم می‌گیرد تا در این کار مهارت پیدا کند و در قمار تقلب کند.

## بازیگران
- بندیکت کامبربچ در نقش هنری شوگر
- ریف فاینز در نقش رولد دال
- دو پتل در نقش دکتر چاترجی
- بن کینگزلی در نقش امداد خان
- روپرت فرند در نقش کلود
- ریچارد آیوادی در نقش دکتر مارشال

## تولید
در سپتامبر ۲۰۲۱، نتفلیکس شرکت داستانی رولد دال را به مبلغ ۶۸۶ میلیون دلار خریداری کرد. در ۶ ژانویه ۲۰۲۲، باز بامیگبویه، ستون‌نویس شایعه‌گو، گفت که وس اندرسن قرار است اقتباسی از داستان کوتاه رولد دال را با توزیع نتفلیکس و بندیکت کامبربچ در نقش شوگر بنویسد و کارگردانی کند. این پروژه روز بعد تأیید شد و ریف فاینز، دو پتل و بن کینگزلی به گروه بازیگران پیوستند. در ۱۲ ژانویه، روپرت فرند و ریچارد آیوادی به گروه بازیگران اضافه شدند. مراحل فیلم‌برداری در ۱۴ ژانویه در لندن آغاز شد.
نخست گزارش شد داستان شگفت‌انگیز هنری شوگر فیلمی بلند خواهد بود، اما اندرسن در ژوئن ۲۰۲۳ اعلام کرد که این فیلم در مجموعه‌ای از فیلم‌های کوتاه خواهد بود.

## انتشار
داستان شگفت‌انگیز هنری شوگر در خارج از رقابت هشتادمین جشنواره بین‌المللی فیلم ونیز در ۱ سپتامبر ۲۰۲۳ به نمایش درآمد. این فیلم در ۲۰ سپتامبر اکران محدودی داشت و فقط در نیویورک و کالیفرنیا نمایش داده شد. در ابتدا قرار بود در ۱۳ اکتبر ۲۰۲۳ منتشر شود، اما در ۲۷ سپتامبر از طریق نتفلیکس منتشر شد.

## بازخورد
در وبگاه جمع‌آوری نقد راتن تومیتوز، ٪۹۶ از ۲۳ بررسی منتقدان مثبت است و میانگینِ امتیاز آن ۸٫۲/۱۰ است. اجماع این وبگاه چنین می‌نویسد: «با داستان شگفت‌انگیز هنری شوگر، وس اندرسن به دنیای رولد دال بازمی‌گردد—و ثابت می‌کند که سبک متمایز او برای یکی از بامزه‌ترین داستان‌های این فیلم‌ساز مؤلف، رضایت‌بخش است.» این فیلم در متاکریتیک که از میانگین وزنی استفاده می‌کند، بر اساس نظر ۱۷ منتقدین امتیاز ۸۵ از ۱۰۰ را کسب کرده که نشان‌گر «تحسین همگانی» است.